# 鄧剡
鄧剡（1232年—1303年），字光薦，號中齋，又號中甫。廬陵人。
鄧剡與文天祥同鄉。景定三年（1262年）進士。元兵攻陷广州，携全家避居广东香山（今中山县）山中。遇强盗，全家十二口被焚死。崖山兵敗投海殉國，為元兵救起。鄧剡被捕後，與文天祥一同押解由廣州北上。至元十六年與文天祥囚禁金陵。數月後，鄧剡因病被張弘範留居天庆观，文天祥則繼續北行。鄧剡擔任弘範子張珪的敎師。後放還。晚年定居金陵。大德七年（1303年）卒。有《中齋集》。